# Bob Bryan

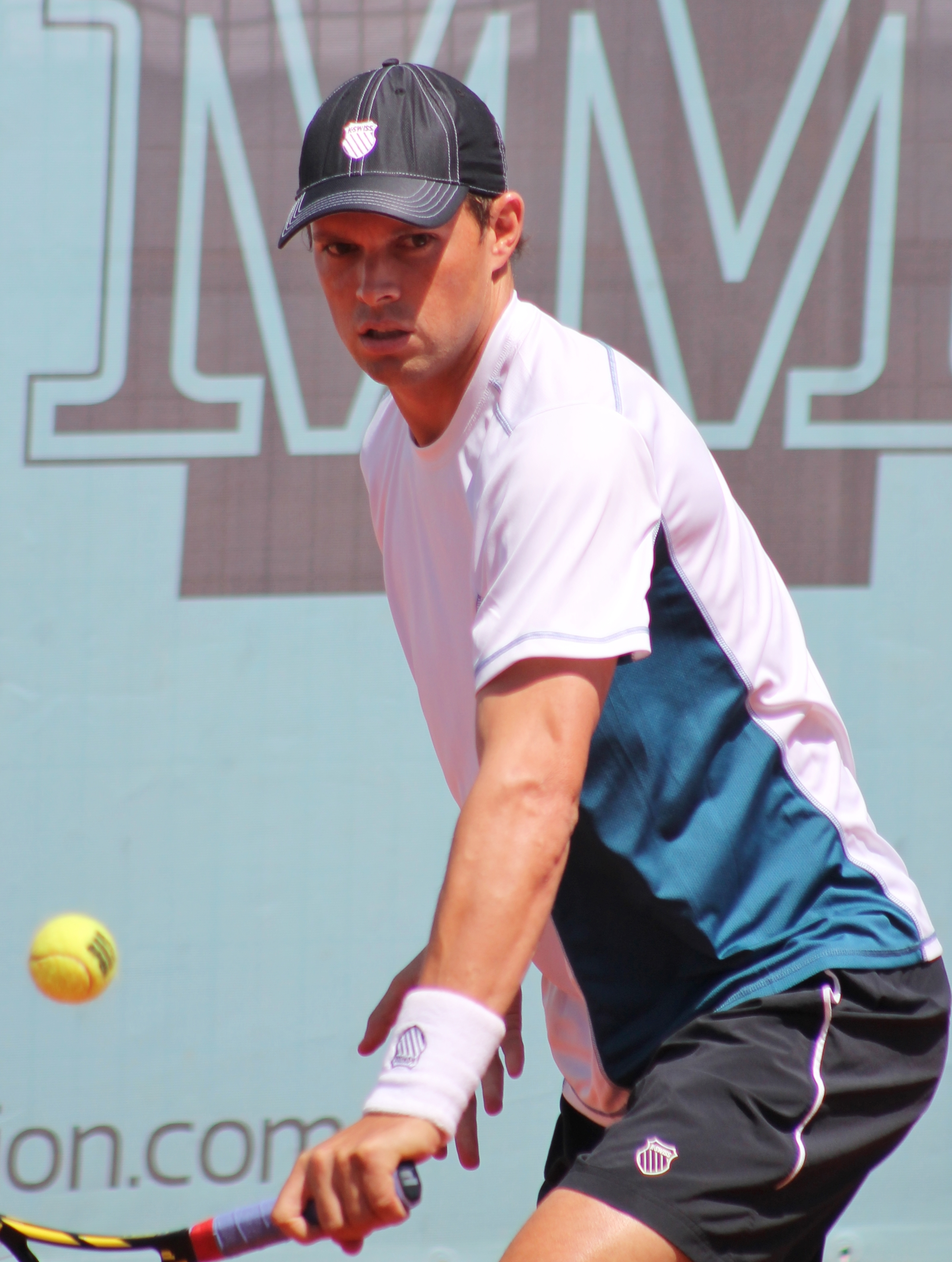
Bob Bryan

Robert Charles «Bob» Bryan (Camarillo, 29 d'abril de 1978) és un exjugador de tennis professional estatunidenc conegut per formar la millor parella de dobles masculins de tennis junt al seu germà Mike Bryan. Va ser número 1 del rànquing de dobles durant 439 setmanes, només per darrere del seu germà.
En el seu palmarès destaquen 23 títols de Grand Slam, setze de dobles masculins i set de dobles mixts. Va esdevenir professional l'any 1998, i el 2003 ja fou número 1. Els germans Bryan foren nomenat la millor parella masculina de la dècada del 2000, van completar el Golden Slam després de guanyar la medalla d'or als Jocs Olímpics de Londres 2012, i també el Golden Masters ja que van ser la primera parella en guanyar tots nou torneigs de categoria Masters. També van guanyar la Copa Davis amb l'equip estatunidenc l'edició de 2007.
L'any 2018 va patir una important lesió al maluc que el va apartar del circuit durant més de mig any per recuperar-se de l'operació. Durant aquest període, el seu germà va ampliar el número de setmanes al capdavant del rànquing. Ambdós germans es van retirar definitivament a l'estiu de 2020.

## Biografia
Fill de Wayne i Kathy Bryan, que eren entrenadors de tennis i que el van introduir al món del tennis només amb dos anys. És dos minuts més gran que el seu germà bessó de Mike.
Va estudiar a la Universitat Stanford, on va col·laborar amb l'equip de tennis entre 1997 i 1998 per guanyar els títol NCAA per equips. De fet, va guanyar els tres títols l'any 1998, individual, dobles i equips.
Ambdós germans van formar la banda Bryan Bros Band, Bob als teclats i Mike a la bateria i guitarra, per fer concerts de beneficència, i van publicar un EP titulat Let It Rip (2009). També van crear la Bryan Brothers Foundation per obtenir fons i ajudar infants del comtat de Ventura, d'on són originaris.
Es va casar amb l'advocada estatunidenca Michelle Alvarez a North Miami Beach el 13 de desembre de 2010. El matrimoni té tres fills: Micaela (2012), Robert Blake (2013) i Richard Charles (2015).

## Torneigs de Grand Slam

### Dobles masculins: 30 (16−14)
| Resultat  | Núm. | Any  | Torneig              | Parella    | Oponents                           | Marcador                      |
| --------- | ---- | ---- | -------------------- | ---------- | ---------------------------------- | ----------------------------- |
| Guanyador | 1.   | 2003 | Roland Garros        | Mike Bryan | Paul Haarhuis Ievgueni Kàfelnikov  | 7−6(3), 6−3                   |
| Finalista | 1.   | 2003 | US Open              | Mike Bryan | Jonas Björkman Todd Woodbridge     | 7−5, 0−6, 5−7                 |
| Finalista | 2.   | 2004 | Open d'Austràlia     | Mike Bryan | Michaël Llodra Fabrice Santoro     | 6−7(4), 3−6                   |
| Finalista | 3.   | 2005 | Open d'Austràlia (2) | Mike Bryan | Wayne Black Kevin Ullyett          | 4−6, 4−6                      |
| Finalista | 4.   | 2005 | Roland Garros        | Mike Bryan | Jonas Björkman Max Mirnyi          | 6−2, 1−6, 4−6                 |
| Finalista | 5.   | 2005 | Wimbledon            | Mike Bryan | Stephen Huss Wesley Moodie         | 6−7(4), 3−6, 7−6(2), 3−6      |
| Guanyador | 2.   | 2005 | US Open              | Mike Bryan | Jonas Björkman Max Mirnyi          | 6−1, 6−4                      |
| Guanyador | 3.   | 2006 | Open d'Austràlia     | Mike Bryan | Martin Damm Leander Paes           | 4−6, 6−3, 6−4                 |
| Finalista | 6.   | 2006 | Roland Garros (2)    | Mike Bryan | Jonas Björkman Max Mirnyi          | 7−6(5), 4−6, 5−7              |
| Guanyador | 4.   | 2006 | Wimbledon            | Mike Bryan | Fabrice Santoro Nenad Zimonjić     | 6−4, 4−6, 6−4, 2−6            |
| Guanyador | 5.   | 2007 | Open d'Austràlia (2) | Mike Bryan | Jonas Björkman Max Mirnyi          | 7−7, 7−5                      |
| Finalista | 7.   | 2007 | Wimbledon (2)        | Mike Bryan | Arnaud Clément Michaël Llodra      | 7−6(5), 3−6, 4−6, 4−6         |
| Guanyador | 6.   | 2008 | US Open (2)          | Mike Bryan | Lukáš Dlouhý Leander Paes          | 7−6(5), 7−6(10)               |
| Guanyador | 7.   | 2009 | Open d'Austràlia (3) | Mike Bryan | Mahesh Bhupathi Mark Knowles       | 2−6, 7−5, 6−0                 |
| Finalista | 8.   | 2009 | Wimbledon (3)        | Mike Bryan | Daniel Nestor Nenad Zimonjić       | 6−7(7), 7−6(3), 6−7(5), 3−6   |
| Guanyador | 8.   | 2010 | Open d'Austràlia (4) | Mike Bryan | Daniel Nestor Nenad Zimonjić       | 6−3, 6−7(5), 6−3              |
| Guanyador | 9.   | 2010 | US Open (3)          | Mike Bryan | Rohan Bopanna Aisam-ul-Haq Qureshi | 7−6(5), 7−6(4)                |
| Guanyador | 10.  | 2011 | Open d'Austràlia (5) | Mike Bryan | Mahesh Bhupathi Leander Paes       | 6−3, 6−4                      |
| Guanyador | 11.  | 2011 | Wimbledon (2)        | Mike Bryan | Robert Lindstedt Horia Tecău       | 6−3, 6−4, 7−6(2)              |
| Finalista | 9.   | 2012 | Open d'Austràlia (3) | Mike Bryan | Leander Paes Radek Štěpánek        | 6−7(1), 2−6                   |
| Finalista | 10.  | 2012 | Roland Garros (3)    | Mike Bryan | Max Mirnyi Daniel Nestor           | 4−6, 4−6                      |
| Guanyador | 12.  | 2012 | US Open (4)          | Mike Bryan | Leander Paes Radek Štěpánek        | 6−3, 6−4                      |
| Guanyador | 13.  | 2013 | Open d'Austràlia (6) | Mike Bryan | Robin Haase Igor Sijsling          | 6−3, 6−4                      |
| Guanyador | 14.  | 2013 | Roland Garros (2)    | Mike Bryan | Michaël Llodra Nicolas Mahut       | 6−4, 4−6, 7−6(4)              |
| Guanyador | 15.  | 2013 | Wimbledon (3)        | Mike Bryan | Ivan Dodig Marcelo Melo            | 3−6, 6−3, 6−4, 6−4            |
| Finalista | 11.  | 2014 | Wimbledon (4)        | Mike Bryan | Jack Sock Vasek Pospisil           | 6−7(5), 7−6(3), 4−6, 6−3, 5−7 |
| Guanyador | 16.  | 2014 | US Open (5)          | Mike Bryan | Marcel Granollers Marc López       | 6−3, 6−4                      |
| Finalista | 12.  | 2015 | Roland Garros (4)    | Mike Bryan | Ivan Dodig Marcelo Melo            | 7−6(5), 6−7(5), 5−7           |
| Finalista | 13.  | 2016 | Roland Garros (5)    | Mike Bryan | Feliciano López Marc López         | 4−6, 7−6(6), 3−6              |
| Finalista | 14.  | 2017 | Open d'Austràlia (4) | Mike Bryan | Henri Kontinen John Peers          | 5−7, 5−7                      |

### Dobles mixts: 9 (7−2)
| Resultat  | Núm. | Any  | Torneig           | Parella             | Oponents                           | Marcador            |
| --------- | ---- | ---- | ----------------- | ------------------- | ---------------------------------- | ------------------- |
| Finalista | 1.   | 2002 | US Open           | Katarina Srebotnik  | Lisa Raymond Mike Bryan            | 6−7(9), 6−7(1)      |
| Guanyador | 1.   | 2003 | US Open           | Katarina Srebotnik  | Lina Krasnoroutskaya Daniel Nestor | 5−7, 7−5, [10−5]    |
| Guanyador | 2.   | 2004 | US Open (2)       | Vera Zvonariova     | Alicia Molik Todd Woodbridge       | 6−3, 6−4            |
| Finalista | 2.   | 2006 | Wimbledon         | Venus Williams      | Vera Zvonariova Andy Ram           | 3−6, 2−6            |
| Guanyador | 3.   | 2006 | US Open (3)       | Martina Navrátilová | Květa Peschke Martin Damm          | 6−2, 6−3            |
| Guanyador | 4.   | 2008 | Roland Garros     | Viktória Azàrenka   | Katarina Srebotnik Nenad Zimonjić  | 6−2, 7−6(4)         |
| Guanyador | 5.   | 2008 | Wimbledon         | Samantha Stosur     | Katarina Srebotnik Mike Bryan      | 7−5, 6−4            |
| Guanyador | 6.   | 2009 | Roland Garros (2) | Liezel Huber        | Vania King Marcelo Melo            | 5−7, 7−6(5), [10−7] |
| Guanyador | 7.   | 2010 | US Open (4)       | Liezel Huber        | Květa Peschke Aisam-ul-Haq Qureshi | 6−4, 6−4            |

## Jocs Olímpics

### Dobles masculins
| Any  | Campionat                          | Parella    | Oponents                          | Resultat      |
| ---- | ---------------------------------- | ---------- | --------------------------------- | ------------- |
| 2008 | Jocs Olímpics, Pequín, Xina        | Mike Bryan | Arnaud Clément Michaël Llodra     | 3−6, 6−3, 6−4 |
| 2012 | Jocs Olímpics, Londres, Regne Unit | Mike Bryan | Michaël Llodra Jo-Wilfried Tsonga | 6−4, 7−6(2)   |

## Palmarès

### Dobles masculins: 178 (119−59)
| Llegenda (pre/post 2009)                                   |
| ---------------------------------------------------------- |
| Grand Slams (16−14)                                        |
| Jocs Olímpics Or (1)                                       |
| Tennis Masters Cup / ATP Finals (4−2)                      |
| ATP Masters Series / ATP World Tour Masters 1000 (36−21)   |
| ATP International Series Gold / ATP World Tour 500 (14−10) |
| ATP International Series / ATP World Tour 250 (45−13)      |

| Títols per superfície |
| --------------------- |
| Dura (69−32)          |
| Gespa (13−6)          |
| Terra batuda (26−18)  |
| Moqueta (3−0)         |

| Resultat  | Núm. | Data                   | Torneig                                        | Superfície   | Parella    | Oponents                             | Marcador                      |
| --------- | ---- | ---------------------- | ---------------------------------------------- | ------------ | ---------- | ------------------------------------ | ----------------------------- |
| Finalista | 1.   | 26 d'abril de 1999     | Orlando, Estats Units                          | Terra batuda | Mike Bryan | Jim Courier Todd Woodbridge          | 6−7(4), 4−6                   |
| Guanyador | 1.   | 25 de febrer de 2001   | Memphis, Estats Units                          | Dura (i)     | Mike Bryan | Alex O'Brien Jonathan Stark          | 6−3, 7−6(3)                   |
| Guanyador | 2.   | 17 de juny de 2001     | Londres, Regne Unit                            | Gespa        | Mike Bryan | Eric Taino David Wheaton             | 6−3, 3−6, 6−1                 |
| Guanyador | 3.   | 15 de juliol de 2001   | Newport, Estats Units                          | Gespa        | Mike Bryan | André Sá Glenn Weiner                | 6−3, 7−5                      |
| Guanyador | 4.   | 29 de juliol de 2001   | Los Angeles, Estats Units                      | Dura         | Mike Bryan | Jan-Michael Gambill Andy Roddick     | 7−5, 7−6(6)                   |
| Finalista | 2.   | 19 d'agost de 2001     | Washington DC, Estats Units                    | Dura         | Mike Bryan | Martin Damm David Prinosil           | 6−7(5), 3−6                   |
| Finalista | 3.   | 6 de gener de 2002     | Adelaida, Austràlia                            | Dura         | Mike Bryan | Wayne Black Kevin Ullyett            | 5−7, 2−6                      |
| Finalista | 4.   | 24 de febrer de 2002   | Memphis                                        | Dura (i)     | Mike Bryan | Brian MacPhie Nenad Zimonjić         | 3−6, 6−3, [4−10]              |
| Guanyador | 5.   | 3 de març de 2002      | Acapulco, Mèxic                                | Terra batuda | Mike Bryan | Martin Damm David Rikl               | 6−1, 3−6, [10−2]              |
| Guanyador | 6.   | 10 de març de 2002     | Scottsdale, Estats Units                       | Dura         | Mike Bryan | Mark Knowles Daniel Nestor           | 7−5, 7−6(6)                   |
| Guanyador | 7.   | 14 de juliol de 2002   | Newport (2)                                    | Gespa        | Mike Bryan | Jürgen Melzer Alexander Popp         | 7−5, 6−3                      |
| Guanyador | 8.   | 4 d'agost de 2002      | Toronto, Canadà                                | Dura         | Mike Bryan | Mark Knowles Daniel Nestor           | 4−6, 7−6(1), 6−3              |
| Finalista | 5.   | 18 d'agost de 2002     | Washington DC (2)                              | Dura         | Mike Bryan | Wayne Black Kevin Ullyett            | 6−3, 3−6, [5−7]               |
| Guanyador | 9.   | 27 d'octubre de 2002   | Gstaad, Suïssa                                 | Moqueta (i)  | Mike Bryan | Mark Knowles Daniel Nestor           | 7−6(1), 7−5                   |
| Finalista | 6.   | 23 de febrer de 2003   | Memphis (2)                                    | Dura (i)     | Mike Bryan | Mark Knowles Daniel Nestor           | 2−6, 6−7(3)                   |
| Finalista | 7.   | 17 de març de 2003     | Indian Wells, Estats Units                     | Dura         | Mike Bryan | Wayne Ferreira Ievgueni Kàfelnikov   | 6−3, 5−7, 4−6                 |
| Guanyador | 10.  | 27 d'abril de 2003     | Barcelona, Espanya                             | Terra batuda | Mike Bryan | Chris Haggard Robbie Koenig          | 6−4, 6−3                      |
| Guanyador | 11.  | 8 de juny de 2003      | Roland Garros, França                          | Terra batuda | Mike Bryan | Paul Haarhuis Ievgueni Kàfelnikov    | 7−6(3), 6−3                   |
| Guanyador | 12.  | 22 de juny de 2003     | Nottingham, Regne Unit                         | Gespa        | Mike Bryan | Joshua Eagle Jared Palmer            | 7−6(3), 4−6, 7−6(4)           |
| Guanyador | 13.  | 17 d'agost de 2003     | Cincinnati, Estats Units                       | Dura         | Mike Bryan | Wayne Arthurs Paul Hanley            | 7−6, 7−6(5)                   |
| Finalista | 8.   | 7 de setembre de 2003  | US Open, Estats Units                          | Dura         | Mike Bryan | Jonas Björkman Todd Woodbridge       | 7−5, 0−6, 7−5                 |
| Guanyador | 14.  | 16 de novembre de 2003 | Tennis Masters Cup, Houston, Estats Units      | Dura         | Mike Bryan | Michaël Llodra Fabrice Santoro       | 6−7(6), 6−3, 3−6, 7−6(3), 6−4 |
| Guanyador | 15.  | 11 de gener de 2004    | Adelaida                                       | Dura         | Mike Bryan | Arnaud Clément Michaël Llodra        | 7−5, 6−3                      |
| Finalista | 9.   | 18 de gener de 2004    | Sydney, Austràlia                              | Dura         | Mike Bryan | Jonas Björkman Todd Woodbridge       | 6−7(3), 5−7                   |
| Finalista | 10.  | 1 de febrer de 2004    | Open d'Austràlia, Austràlia                    | Dura         | Mike Bryan | Michaël Llodra Fabrice Santoro       | 6−7(4), 3−6                   |
| Guanyador | 16.  | 22 de febrer de 2004   | Memphis (2)                                    | Dura (i)     | Mike Bryan | Jeff Coetzee Chris Haggard           | 6−3, 6−4                      |
| Guanyador | 17.  | 7 de març de 2004      | Acapulco (2)                                   | Terra batuda | Mike Bryan | Juan Ignacio Chela Nicolás Massú     | 6−2, 6−3                      |
| Finalista | 11.  | 17 de maig de 2004     | Hamburg, Alemanya                              | Terra batuda | Mike Bryan | Wayne Black Kevin Ullyett            | 4−6, 2−6                      |
| Guanyador | 18.  | 13 de juny de 2004     | Londres (2)                                    | Gespa        | Mike Bryan | Mark Knowles Daniel Nestor           | 6−4, 6−4                      |
| Guanyador | 19.  | 18 de juliol de 2004   | Los Angeles (2)                                | Dura         | Mike Bryan | Wayne Arthurs Paul Hanley            | 6−3, 7−6(6)                   |
| Finalista | 12.  | 25 d'octubre de 2004   | Madrid, Espanya                                | Dura (i)     | Mike Bryan | Mark Knowles Daniel Nestor           | 3−6, 4−6                      |
| Guanyador | 20.  | 30 d'octubre de 2004   | Basilea, Suïssa                                | Moqueta (i)  | Mike Bryan | Lucas Arnold Ker Mariano Hood        | 7−6(9), 6−2                   |
| Guanyador | 21.  | 21 de novembre de 2004 | Tennis Masters Cup, Houston (2)                | Dura         | Mike Bryan | Wayne Black Kevin Ullyett            | 4−6, 7−5, 6−4, 6−2            |
| Finalista | 13.  | 30 de gener de 2005    | Open d'Austràlia (2)                           | Dura         | Mike Bryan | Wayne Black Kevin Ullyett            | 4−6, 4−6                      |
| Finalista | 14.  | 20 de febrer de 2005   | Memphis (3)                                    | Dura (i)     | Mike Bryan | Simon Aspelin Todd Perry             | 4−6, 4−6                      |
| Guanyador | 22.  | 28 de febrer de 2005   | Scottsdale (2)                                 | Dura         | Mike Bryan | Wayne Arthurs Paul Hanley            | 7−5, 6−4                      |
| Finalista | 15.  | 17 d'abril de 2005     | Montecarlo, Mònaco                             | Terra batuda | Mike Bryan | Leander Paes Nenad Zimonjić          | Renúncia                      |
| Finalista | 16.  | 9 de maig de 2005      | Roma, Itàlia                                   | Terra batuda | Mike Bryan | Michaël Llodra Fabrice Santoro       | 4−6, 2−6                      |
| Finalista | 17.  | 5 de juny de 2005      | Roland Garros                                  | Terra batuda | Mike Bryan | Jonas Björkman Max Mirnyi            | 6−2, 1−6, 4−6                 |
| Guanyador | 23.  | 12 de juny de 2005     | Londres (3)                                    | Gespa        | Mike Bryan | Jonas Björkman Max Mirnyi            | 7−6(9), 7−6(4)                |
| Finalista | 18.  | 3 de juliol de 2005    | Wimbledon, Regne Unit                          | Gespa        | Mike Bryan | Stephen Huss Wesley Moodie           | 6−7(4), 3−6, 7−6(2), 3−6      |
| Guanyador | 24.  | 7 d'agost de 2005      | Washington DC                                  | Dura         | Mike Bryan | Wayne Black Kevin Ullyett            | 6−4, 6−2                      |
| Guanyador | 25.  | 11 de setembre de 2005 | US Open                                        | Dura         | Mike Bryan | Jonas Björkman Max Mirnyi            | 6−1, 6−4                      |
| Guanyador | 26.  | 6 de novembre de 2005  | París, França                                  | Moqueta (i)  | Mike Bryan | Mark Knowles Daniel Nestor           | 6−4, 6−7(3), 6−4              |
| Guanyador | 27.  | 29 de gener de 2006    | Open d'Austràlia                               | Dura         | Mike Bryan | Martin Damm Leander Paes             | 4−6, 6−3, 6−4                 |
| Guanyador | 28.  | 6 de març de 2006      | Las Vegas (3)                                  | Dura         | Mike Bryan | Jaroslav Levinský Robert Lindstedt   | 6−3, 6−2                      |
| Finalista | 19.  | 19 de març de 2006     | Indian Wells (2)                               | Dura         | Mike Bryan | Mark Knowles Daniel Nestor           | 4−6, 4−6                      |
| Finalista | 20.  | 2 d'abril de 2006      | Miami, Estats Units                            | Dura         | Mike Bryan | Jonas Björkman Max Mirnyi            | 4−6, 4−6                      |
| Finalista | 21.  | 11 de juny de 2006     | Roland Garros (2)                              | Terra batuda | Mike Bryan | Jonas Björkman Max Mirnyi            | 7−6(5), 4−6, 5−7              |
| Guanyador | 29.  | 9 de juliol de 2006    | Wimbledon                                      | Gespa        | Mike Bryan | Fabrice Santoro Nenad Zimonjić       | 6−3, 4−6, 6−4, 6−2            |
| Guanyador | 30.  | 30 de juliol de 2006   | Los Angeles (3)                                | Dura         | Mike Bryan | Eric Butorac Jamie Murray            | 6−2, 6−4                      |
| Guanyador | 31.  | 6 d'agost de 2006      | Washington DC (2)                              | Dura         | Mike Bryan | Paul Hanley Kevin Ullyett            | 6−3, 5−7, [10−3]              |
| Guanyador | 32.  | 13 d'agost de 2006     | Toronto (2)                                    | Dura         | Mike Bryan | Paul Hanley Kevin Ullyett            | 6−3, 7−5                      |
| Finalista | 22.  | 21 d'agost de 2006     | Cincinnati                                     | Dura         | Mike Bryan | Jonas Björkman Max Mirnyi            | 6−3, 3−6, [7−10]              |
| Guanyador | 33.  | 23 d'octubre de 2006   | Madrid                                         | Dura (i)     | Mike Bryan | Mark Knowles Daniel Nestor           | 7−5, 6−4                      |
| Guanyador | 34.  | 28 de gener de 2007    | Open d'Austràlia (2)                           | Dura         | Mike Bryan | Jonas Björkman Max Mirnyi            | 7−5, 7−5                      |
| Guanyador | 35.  | 4 de març de 2007      | Las Vegas (4)                                  | Dura         | Mike Bryan | Jonathan Erlich Andy Ram             | 7−6(6), 6−2                   |
| Guanyador | 36.  | 1 d'abril de 2007      | Miami                                          | Dura         | Mike Bryan | Martin Damm Leander Paes             | 6−7(7), 6−3, [10−7]           |
| Guanyador | 37.  | 15 d'abril de 2007     | Houston, Estats Units                          | Terra batuda | Mike Bryan | Mark Knowles Daniel Nestor           | 7−6(3), 6−4                   |
| Guanyador | 38.  | 22 d'abril de 2007     | Montecarlo                                     | Terra batuda | Mike Bryan | Julien Benneteau Richard Gasquet     | 6−2, 6−1                      |
| Finalista | 23.  | 13 de maig de 2007     | Roma (2)                                       | Terra batuda | Mike Bryan | Fabrice Santoro Nenad Zimonjić       | 4−6, 7−6(4), [7−10]           |
| Guanyador | 39.  | 22 de maig de 2007     | Hamburg                                        | Terra batuda | Mike Bryan | Paul Hanley Kevin Ullyett            | 6−3, 6−4                      |
| Finalista | 24.  | 17 de juny de 2007     | Londres                                        | Gespa        | Mike Bryan | Mark Knowles Daniel Nestor           | 6−7(4), 5−7                   |
| Finalista | 25.  | 8 de juliol de 2007    | Wimbledon (2)                                  | Gespa        | Mike Bryan | Arnaud Clément Michaël Llodra        | 7−6(5), 3−6, 4−6, 4−6         |
| Guanyador | 40.  | 23 de juliol de 2007   | Los Angeles (4)                                | Dura         | Mike Bryan | Scott Lipsky David Martin            | 7−6(5), 6−2                   |
| Guanyador | 41.  | 6 d'agost de 2007      | Washington DC (3)                              | Dura         | Mike Bryan | Jonathan Erlich Andy Ram             | 7−6(5), 3−6, [10−7]           |
| Finalista | 26.  | 19 d'agost de 2007     | Cincinnati (2)                                 | Dura         | Mike Bryan | Jonathan Erlich Andy Ram             | 6−4, 3−6, [11−13]             |
| Guanyador | 42.  | 21 d'octubre de 2007   | Madrid (2)                                     | Dura (i)     | Mike Bryan | Mariusz Fyrstenberg Marcin Matkowski | 6−3, 7−6(4)                   |
| Guanyador | 43.  | 28 d'octubre de 2007   | Basilea (2)                                    | Dura (i)     | Mike Bryan | James Blake Mark Knowles             | 6−1, 6−1                      |
| Guanyador | 44.  | 4 de novembre de 2007  | París (2)                                      | Dura (i)     | Mike Bryan | Daniel Nestor Nenad Zimonjić         | 6−3, 7−6(4)                   |
| Finalista | 27.  | 12 de gener de 2008    | Sydney (2)                                     | Dura         | Mike Bryan | Richard Gasquet Jo-Wilfried Tsonga   | 6−4, 4−6, [9−11]              |
| Finalista | 28.  | 17 de febrer de 2008   | Delray Beach, Estats Units                     | Dura         | Mike Bryan | Max Mirnyi Jamie Murray              | 4−6, 6−3, [6−10]              |
| Finalista | 29.  | 24 de febrer de 2008   | de San Jose, Estats Units                      | Dura (i)     | Mike Bryan | Scott Lipsky David Martin            | 6−7(4), 5−7                   |
| Finalista | 30.  | 9 de març de 2008      | Las Vegas                                      | Dura         | Mike Bryan | Julien Benneteau Michaël Llodra      | 4−6, 6−4, [8−10]              |
| Guanyador | 45.  | 6 d'abril de 2008      | Miami (2)                                      | Dura         | Mike Bryan | Mahesh Bhupathi Mark Knowles         | 6−2, 6−2                      |
| Guanyador | 46.  | 4 de maig de 2008      | Barcelona (2)                                  | Terra batuda | Mike Bryan | Mariusz Fyrstenberg Marcin Matkowski | 6−3, 6−2                      |
| Guanyador | 47.  | 11 de maig de 2008     | Roma                                           | Terra batuda | Mike Bryan | Daniel Nestor Nenad Zimonjić         | 3−6, 6−4, [10−8]              |
| Finalista | 31.  | 18 de maig de 2008     | Hamburg (2)                                    | Terra batuda | Mike Bryan | Daniel Nestor Nenad Zimonjić         | 4−6, 7−5, [8−10]              |
| Finalista | 32.  | 27 de juliol de 2008   | Toronto                                        | Dura         | Mike Bryan | Daniel Nestor Nenad Zimonjić         | 2−6, 6−4, [6−10]              |
| Guanyador | 48.  | 3 d'agost de 2008      | Cincinnati (2)                                 | Dura         | Mike Bryan | Jonathan Erlich Andy Ram             | 4−6, 7−6(2), [10−7]           |
| Guanyador | 49.  | 8 de setembre de 2008  | US Open (2)                                    | Dura         | Mike Bryan | Lukáš Dlouhý Leander Paes            | 7−6(5), 7−6(10)               |
| Finalista | 33.  | 16 de novembre de 2008 | Tennis Masters Cup, Xangai, Xina               | Dura (i)     | Mike Bryan | Daniel Nestor Nenad Zimonjić         | 6−7(3), 2−6                   |
| Guanyador | 50.  | 17 de gener de 2009    | Sydney                                         | Dura         | Mike Bryan | Daniel Nestor Nenad Zimonjić         | 6−1, 7−6(3)                   |
| Guanyador | 51.  | 1 de febrer de 2009    | Open d'Austràlia (3)                           | Dura         | Mike Bryan | Mahesh Bhupathi Mark Knowles         | 2−6, 7−5, 6−0                 |
| Guanyador | 52.  | 1 de març de 2009      | Delray Beach                                   | Dura         | Mike Bryan | Marcelo Melo André Sá                | 6−4, 6−4                      |
| Guanyador | 53.  | 12 d'abril de 2009     | Houston (2)                                    | Terra batuda | Mike Bryan | Jesse Levine Ryan Sweeting           | 6−1, 6−2                      |
| Finalista | 34.  | 19 d'abril de 2009     | Montecarlo (2)                                 | Terra batuda | Mike Bryan | Daniel Nestor Nenad Zimonjić         | 4−6, 1−6                      |
| Finalista | 35.  | 4 de maig de 2009      | Roma (3)                                       | Terra batuda | Mike Bryan | Daniel Nestor Nenad Zimonjić         | 6−7(5), 3−6                   |
| Finalista | 36.  | 5 de juliol de 2009    | Wimbledon (3)                                  | Gespa        | Mike Bryan | Daniel Nestor Nenad Zimonjić         | 6−7(7), 7−6(3), 6−7(3), 3−6   |
| Guanyador | 54.  | 2 d'agost de 2009      | Los Angeles (5)                                | Dura         | Mike Bryan | Benjamin Becker Frank Moser          | 6−4, 7−6(2)                   |
| Finalista | 37.  | 23 d'agost de 2009     | Cincinnati (3)                                 | Dura         | Mike Bryan | Daniel Nestor Nenad Zimonjić         | 6−3, 6−7(2), [13−15]          |
| Guanyador | 55.  | 11 d'octubre de 2009   | Pequín, Xina                                   | Dura         | Mike Bryan | Mark Knowles Andy Roddick            | 6−4, 6−2                      |
| Finalista | 38.  | 8 de novembre de 2009  | Basilea                                        | Dura (i)     | Mike Bryan | Daniel Nestor Nenad Zimonjić         | 2−6, 3−6                      |
| Guanyador | 56.  | 29 de novembre de 2009 | ATP World Tour Finals, Londres, Regne Unit (3) | Dura (i)     | Mike Bryan | Max Mirnyi Andy Ram                  | 7−6(5), 6−3                   |
| Guanyador | 57.  | 31 de gener de 2010    | Open d'Austràlia (4)                           | Dura         | Mike Bryan | Daniel Nestor Nenad Zimonjić         | 6−3, 6−7(5), 6−3              |
| Guanyador | 58.  | 28 de febrer de 2010   | Delray Beach (2)                               | Dura         | Mike Bryan | Philipp Marx Igor Zelenay            | 6−3, 7−6(3)                   |
| Guanyador | 59.  | 11 d'abril de 2010     | Houston (3)                                    | Terra batuda | Mike Bryan | Stephen Huss Wesley Moodie           | 6−3, 7−5                      |
| Guanyador | 60.  | 2 de maig de 2010      | Roma (2)                                       | Terra batuda | Mike Bryan | John Isner Sam Querrey               | 6−2, 6−3                      |
| Guanyador | 61.  | 16 de maig de 2010     | Madrid (3)                                     | Terra batuda | Mike Bryan | Daniel Nestor Nenad Zimonjić         | 6−3, 6−4                      |
| Guanyador | 62.  | 1 d'agost de 2010      | Los Angeles (6)                                | Dura         | Mike Bryan | Eric Butorac Jean-Julien Rojer       | 6−7(6), 6−2, [10−7]           |
| Guanyador | 63.  | 15 d'agost de 2010     | Toronto (3)                                    | Dura         | Mike Bryan | Julien Benneteau Michaël Llodra      | 7−5, 6−3                      |
| Guanyador | 64.  | 22 d'agost de 2010     | Cincinnati (3)                                 | Dura         | Mike Bryan | Mahesh Bhupathi Max Mirnyi           | 6−3, 6−4                      |
| Guanyador | 65.  | 13 de setembre de 2010 | US Open (3)                                    | Dura         | Mike Bryan | Rohan Bopanna A-u-H. Qureshi         | 7−6(5), 7−6(4)                |
| Guanyador | 66.  | 11 d'octubre de 2010   | Pequín (2)                                     | Dura         | Mike Bryan | Mariusz Fyrstenberg Marcin Matkowski | 6−1, 7−6(5)                   |
| Guanyador | 67.  | 7 de novembre de 2010  | Basilea (3)                                    | Dura (i)     | Mike Bryan | Daniel Nestor Nenad Zimonjić         | 6−3, 3−6, [10−3]              |
| Finalista | 39.  | 15 de gener de 2011    | Sydney (3)                                     | Dura         | Mike Bryan | Lukáš Dlouhý Paul Hanley             | 7−6(6), 3−6, [5−10]           |
| Guanyador | 68.  | 30 de gener de 2011    | Open d'Austràlia (5)                           | Dura         | Mike Bryan | Mahesh Bhupathi Leander Paes         | 6−3, 6−4                      |
| Guanyador | 69.  | 10 d'abril de 2011     | Houston (4)                                    | Terra batuda | Mike Bryan | John Isner Sam Querrey               | 6−7(4), 6−2, [10−5]           |
| Guanyador | 70.  | 17 d'abril de 2011     | Montecarlo (2)                                 | Terra batuda | Mike Bryan | Juan Ignacio Chela Bruno Soares      | 6−3, 6−2                      |
| Finalista | 40.  | 24 d'abril de 2011     | Barcelona                                      | Terra batuda | Mike Bryan | Santiago González Scott Lipsky       | 7−5, 2−6, [10−12]             |
| Guanyador | 71.  | 8 de maig de 2011      | Madrid (4)                                     | Terra batuda | Mike Bryan | Michaël Llodra Nenad Zimonjić        | 6−3, 6−3                      |
| Guanyador | 72.  | 13 de juny de 2011     | Londres (4)                                    | Gespa        | Mike Bryan | Mahesh Bhupathi Leander Paes         | 6−7(2), 7−6(4), [10−6]        |
| Guanyador | 73.  | 3 de juliol de 2011    | Wimbledon (2)                                  | Gespa        | Mike Bryan | Robert Lindstedt Horia Tecău         | 6−3, 6−4, 7−6(2)              |
| Finalista | 41.  | 14 d'agost de 2011     | Mont-real                                      | Dura         | Mike Bryan | Michaël Llodra Nenad Zimonjić        | 4−6, 7−6(5), [5−10]           |
| Guanyador | 74.  | 30 d'octubre de 2011   | Viena, Àustria                                 | Dura (i)     | Mike Bryan | Max Mirnyi Daniel Nestor             | 7−6(10), 6−3                  |
| Guanyador | 75.  | 6 de novembre de 2011  | València, Espanya                              | Dura (i)     | Mike Bryan | Eric Butorac Jean-Julien Rojer       | 6−4, 7−6(9)                   |
| Guanyador | 76.  | 15 de gener de 2012    | Sydney (2)                                     | Dura         | Mike Bryan | Matthew Ebden Jarkko Nieminen        | 6−1, 6−4                      |
| Finalista | 42.  | 29 de gener de 2012    | Open d'Austràlia (3)                           | Dura         | Mike Bryan | Leander Paes Radek Štěpánek          | 6−7(1), 2−6                   |
| Guanyador | 77.  | 22 d'abril de 2012     | Montecarlo (3)                                 | Terra batuda | Mike Bryan | Max Mirnyi Daniel Nestor             | 6−2, 6−3                      |
| Guanyador | 78.  | 17 de maig de 2012     | Niça, França                                   | Terra batuda | Mike Bryan | Oliver Marach Filip Polášek          | 7−6(5), 6−3                   |
| Finalista | 43.  | 11 de juny de 2012     | Roland Garros (3)                              | Terra batuda | Mike Bryan | Max Mirnyi Daniel Nestor             | 4−6, 4−6                      |
| Finalista | 44.  | 17 de juny de 2012     | Londres (2)                                    | Gespa        | Mike Bryan | Max Mirnyi Daniel Nestor             | 3−6, 4−6                      |
| Guanyador | 79.  | 4 d'agost de 2012      | Jocs Olímpics, Londres, Regne Unit             | Gespa        | Mike Bryan | Michaël Llodra Jo-Wilfried Tsonga    | 6−4, 7−6(2)                   |
| Guanyador | 80.  | 13 d'agost de 2012     | Toronto (4)                                    | Dura         | Mike Bryan | Marcel Granollers Marc López         | 6−1, 4−6, [12−10]             |
| Guanyador | 81.  | 10 de setembre de 2012 | US Open (4)                                    | Dura         | Mike Bryan | Leander Paes Radek Štěpánek          | 6−3, 6−4                      |
| Guanyador | 82.  | 7 d'octubre de 2012    | Pequín (3)                                     | Dura         | Mike Bryan | Carlos Berlocq Denis Istomin         | 6−3, 6−2                      |
| Guanyador | 83.  | 12 de gener de 2013    | Sydney (3)                                     | Dura         | Mike Bryan | Max Mirnyi Horia Tecău               | 6−4, 6−4                      |
| Guanyador | 84.  | 27 de gener de 2013    | Open d'Austràlia (6)                           | Dura         | Mike Bryan | Robin Haase Igor Sijsling            | 6−3, 6−4                      |
| Guanyador | 85.  | 24 de febrer de 2013   | Memphis (3)                                    | Dura (i)     | Mike Bryan | James Blake Jack Sock                | 6−1, 6−2                      |
| Guanyador | 86.  | 17 de març de 2013     | Indian Wells                                   | Dura         | Mike Bryan | Treat Huey Jerzy Janowicz            | 6−3, 3−6, [10−6]              |
| Finalista | 45.  | 14 d'abril de 2013     | Houston                                        | Terra batuda | Mike Bryan | Jamie Murray John Peers              | 6−1, 6−7(3), [10−12]          |
| Finalista | 46.  | 21 d'abril de 2013     | Montecarlo (3)                                 | Terra batuda | Mike Bryan | Julien Benneteau Nenad Zimonjić      | 6−4, 6−7(4), [12−14]          |
| Guanyador | 87.  | 12 de maig de 2013     | Madrid (5)                                     | Terra batuda | Mike Bryan | Alexander Peya Bruno Soares          | 6−2, 6−3                      |
| Guanyador | 88.  | 19 de maig de 2013     | Roma (3)                                       | Terra batuda | Mike Bryan | Mahesh Bhupathi Rohan Bopanna        | 6−2, 6−3                      |
| Guanyador | 89.  | 9 de juny de 2013      | Roland Garros (3)                              | Terra batuda | Mike Bryan | Michaël Llodra Nicolas Mahut         | 6−4, 4−6, 7−6(4)              |
| Guanyador | 90.  | 16 de juny de 2013     | Londres (5)                                    | Gespa        | Mike Bryan | Alexander Peya Bruno Soares          | 4−6, 7−5, [10−3]              |
| Guanyador | 91.  | 7 de juliol de 2013    | Wimbledon (3)                                  | Gespa        | Mike Bryan | Ivan Dodig Marcelo Melo              | 3−6, 6−3, 6−4, 6−4            |
| Guanyador | 92.  | 18 d'agost de 2013     | Cincinnati (4)                                 | Dura         | Mike Bryan | Marcel Granollers Marc López         | 6−4, 4−6, [10−4]              |
| Finalista | 47.  | 27 d'octubre de 2013   | València                                       | Dura (i)     | Mike Bryan | Alexander Peya Bruno Soares          | 6−7(3), 7−6(1), [11−13]       |
| Guanyador | 93.  | 3 de novembre de 2013  | París (3)                                      | Dura (i)     | Mike Bryan | Alexander Peya Bruno Soares          | 6−3, 6−3                      |
| Finalista | 48.  | 11 de novembre de 2013 | ATP World Tour Finals, Londres, Regne Unit (2) | Dura (i)     | Mike Bryan | David Marrero Fernando Verdasco      | 5−6, 7−6(3), [7−10]           |
| Finalista | 49.  | 16 de febrer de 2014   | Memphis (4)                                    | Dura (i)     | Mike Bryan | Eric Butorac Raven Klaasen           | 4−6, 4−6                      |
| Guanyador | 94.  | 23 de febrer de 2014   | Delray Beach (3)                               | Dura         | Mike Bryan | František Čermák Mikhail Elgin       | 6−2, 6−3                      |
| Guanyador | 95.  | 16 de març de 2014     | Indian Wells (2)                               | Dura         | Mike Bryan | Alexander Peya Bruno Soares          | 6−4, 6−3                      |
| Guanyador | 96.  | 30 de març de 2014     | Miami (3)                                      | Dura         | Mike Bryan | J.S. Cabal Robert Farah              | 7−6(8), 6−4                   |
| Guanyador | 97.  | 13 d'abril de 2014     | Houston (5)                                    | Terra batuda | Mike Bryan | David Marrero Fernando Verdasco      | 4−6, 6−4, [11−9]              |
| Guanyador | 98.  | 20 d'abril de 2014     | Montecarlo (4)                                 | Terra batuda | Mike Bryan | Ivan Dodig Marcelo Melo              | 6−3, 3−6, [10−8]              |
| Finalista | 50.  | 11 de maig de 2014     | Madrid (2)                                     | Terra batuda | Mike Bryan | Daniel Nestor Nenad Zimonjić         | 4−6, 2−6                      |
| Finalista | 51.  | 7 de juliol de 2014    | Wimbledon (4)                                  | Gespa        | Mike Bryan | Vasek Pospisil Jack Sock             | 6−7(5), 7−6(3), 4−6, 6−3, 5−7 |
| Guanyador | 99.  | 17 d'agost de 2014     | Cincinnati (5)                                 | Dura         | Mike Bryan | Vasek Pospisil Jack Sock             | 6−3, 6−2                      |
| Guanyador | 100. | 8 de setembre de 2014  | US Open (5)                                    | Dura         | Mike Bryan | Marcel Granollers Marc López         | 6−3, 6−4                      |
| Guanyador | 101. | 12 d'octubre de 2014   | Xangai, Xina                                   | Dura         | Mike Bryan | Julien Benneteau É. Roger-Vasselin   | 6−3, 7−6(3                    |
| Guanyador | 102. | 2 de novembre de 2014  | París (4)                                      | Dura (i)     | Mike Bryan | Marcin Matkowski Jürgen Melzer       | 7−6(5), 5−7, [10−6]           |
| Guanyador | 103. | 16 de novembre de 2014 | ATP World Tour Finals, Londres (4)             | Dura (i)     | Mike Bryan | Ivan Dodig Marcelo Melo              | 6−7(5), 6−2, [10−7]           |
| Guanyador | 104. | 22 de febrer de 2015   | Delray Beach (4)                               | Dura         | Mike Bryan | Raven Klaasen Leander Paes           | 6−3, 3−6, [10−6]              |
| Guanyador | 105. | 5 d'abril de 2015      | Miami (4)                                      | Dura         | Mike Bryan | Vasek Pospisil Jack Sock             | 6−3, 1−6, [10−8]              |
| Guanyador | 106. | 19 d'abril de 2015     | Montecarlo (5)                                 | Terra batuda | Mike Bryan | Simone Bolelli Fabio Fognini         | 7−6(3), 6−1                   |
| Finalista | 52.  | 7 de juny de 2015      | Roland Garros (4)                              | Terra batuda | Mike Bryan | Ivan Dodig Marcelo Melo              | 7−6(5), 6−7(5), 5−7           |
| Guanyador | 107. | 2 d'agost de 2015      | Atlanta, Estats Units                          | Dura         | Mike Bryan | Colin Fleming Gilles Müller          | 4−6, 7−6(2), [10−4]           |
| Guanyador | 108. | 9 d'agost de 2015      | Washington DC (4)                              | Dura         | Mike Bryan | Ivan Dodig Marcelo Melo              | 6−4, 6−2                      |
| Guanyador | 109. | 16 d'agost de 2015     | Toronto (5)                                    | Dura         | Mike Bryan | Daniel Nestor É. Roger-Vasselin      | 7−6(5), 3−6, [10−6]           |
| Finalista | 53.  | 21 de febrer de 2016   | Delray Beach (2)                               | Dura         | Mike Bryan | Oliver Marach Fabrice Martin         | 6−3, 6−7(7), [11−13]          |
| Guanyador | 110. | 10 d'abril de 2016     | Houston (6)                                    | Terra batuda | Mike Bryan | V. Estrella Burgos Santiago González | 4−6, 6−3, [10−8]              |
| Guanyador | 111. | 24 de maig de 2016     | Barcelona (3)                                  | Terra batuda | Mike Bryan | Pablo Cuevas Marcel Granollers       | 7−5, 7−5                      |
| Guanyador | 112. | 15 de maig de 2016     | Roma (4)                                       | Terra batuda | Mike Bryan | Vasek Pospisil Jack Sock             | 2−6, 6−3, [10−7]              |
| Finalista | 54.  | 5 de juny de 2016      | Roland Garros (5)                              | Terra batuda | Mike Bryan | Feliciano López Marc López           | 4−6, 7−6(6), 3−6              |
| Finalista | 55.  | 29 de gener de 2017    | Open d'Austràlia (4)                           | Dura         | Mike Bryan | Henri Kontinen John Peers            | 5−7, 5−7                      |
| Guanyador | 113. | 1 de juliol de 2017    | Eastbourne, Regne Unit                         | Gespa        | Mike Bryan | Rohan Bopanna André Sá               | 6−7(4), 6−4, [10−3]           |
| Guanyador | 114. | 30 de juliol de 2017   | Atlanta (2)                                    | Dura         | Mike Bryan | Wesley Koolhof Artem Sitak           | 6−3, 6−4                      |
| Finalista | 56.  | 3 de març de 2018      | Acapulco                                       | Terra batuda | Mike Bryan | Jamie Murray Bruno Soares            | 6−7(4), 5−7                   |
| Finalista | 57.  | 18 de març de 2018     | Indian Wells (3)                               | Dura         | Mike Bryan | John Isner Jack Sock                 | 6−7(4), 6−7(2)                |
| Guanyador | 115. | 1 d'abril de 2018      | Miami (5)                                      | Dura         | Mike Bryan | Karén Khatxànov Andrei Rubliov       | 4−6, 7−6(5), [10−4]           |
| Guanyador | 116. | 22 d'abril de 2018     | Montecarlo (6)                                 | Terra batuda | Mike Bryan | Oliver Marach Mate Pavić             | 7−6(5), 6−3                   |
| Finalista | 58.  | 13 de maig de 2018     | Madrid (3)                                     | Terra batuda | Mike Bryan | Nikola Mektić Alexander Peya         | 3−5, retirada                 |
| Guanyador | 117. | 24 de febrer de 2019   | Delray Beach (5)                               | Dura         | Mike Bryan | Ken Skupski Neal Skupski             | 7−6(5), 6−4                   |
| Guanyador | 118. | 31 de març de 2019     | Miami (6)                                      | Dura         | Mike Bryan | Wesley Koolhof Stéfanos Tsitsipàs    | 7−5, 7−6(8)                   |
| Finalista | 59.  | 29 de juliol de 2019   | Atlanta                                        | Dura         | Mike Bryan | Dominic Inglot Austin Krajicek       | 4−6, 7−6(5), [9−11]           |
| Guanyador | 119. | 23 de febrer de 2020   | Delray Beach (6)                               | Dura         | Mike Bryan | Luke Bambridge Ben McLachlan         | 3−6, 7−5, [10−5]              |

#### Períodes com a número 1
| Núm. | Predecessor                  | Dates                    | Successor                    | Setmanes | Acumulat |
| ---- | ---------------------------- | ------------------------ | ---------------------------- | -------- | -------- |
| 1.   | Max Mirnyi                   | 08/09/2003 − 19/10/2003A | Max Mirnyi                   | 6        | 6        |
| 2.   | Max Mirnyi                   | 02/02/2004 − 06/06/2004A | Jonas Björkman               | 18       | 24       |
| 3.   | Jonas Björkman               | 07/11/2005 − 28/01/2007A | Max Mirnyi                   | 64       | 88       |
| 4.   | Max Mirnyi                   | 16/04/2007 − 06/07/2008A | Daniel Nestor                | 64       | 152      |
| 5.   | Daniel Nestor                | 08/09/2008 − 19/10/2008A | Daniel Nestor                | 6        | 158      |
| 6.   | Daniel Nestor                | 03/11/2008 − 16/11/2008A | Nenad Zimonjić               | 2        | 160      |
| 7.   | Nenad Zimonjić               | 02/02/2009 − 17/05/2009A | Daniel Nestor Nenad Zimonjić | 15       | 175      |
| 8.   | Daniel Nestor Nenad Zimonjić | 08/06/2009 − 13/09/2009A | Daniel Nestor Nenad Zimonjić | 14       | 189      |
| 9.   | Daniel Nestor Nenad Zimonjić | 30/11/2009 − 31/01/2010A | Daniel Nestor Nenad Zimonjić | 9        | 198      |
| 10.  | Daniel Nestor Nenad Zimonjić | 01/02/2010 − 16/05/2010A | Daniel Nestor Nenad Zimonjić | 3        | 201      |
| 11.  | Daniel Nestor Nenad Zimonjić | 16/08/2010 − 06/05/2012A | Daniel Nestor Max Mirnyi     | 90       | 291      |
| 12.  | Daniel Nestor Max Mirnyi     | 07/05/2012 − 09/09/2012A | Mike Bryan                   | 8        | 299      |
| 13.  | Mike Bryan                   | 25/02/2013 − 25/10/2015A | Marcelo Melo                 | 140      | 439      |

### Dobles mixts: 9 (7−2)
| Resultat  | Núm. | Data                   | Torneig               | Superfície   | Parella             | Oponents                          | Marcador            |
| --------- | ---- | ---------------------- | --------------------- | ------------ | ------------------- | --------------------------------- | ------------------- |
| Finalista | 1.   | 8 de setembre de 2002  | US Open, Estats Units | Dura         | Katarina Srebotnik  | Lisa Raymond Mike Bryan           | 6−7(9), 6−7(1)      |
| Guanyador | 1.   | 7 de setembre de 2003  | US Open               | Dura         | Katarina Srebotnik  | L. Krasnoroutskaya Daniel Nestor  | 5−7, 7−5, [10−5]    |
| Guanyador | 2.   | 12 de setembre de 2004 | US Open (2)           | Dura         | Vera Zvonariova     | Alicia Molik Todd Woodbridge      | 6−3, 6−4            |
| Finalista | 2.   | 9 de juliol de 2006    | Wimbledon, Regne Unit | Gespa        | Venus Williams      | Vera Zvonariova Andy Ram          | 3−6, 2−6            |
| Guanyador | 3.   | 10 de setembre de 2006 | US Open (3)           | Dura         | Martina Navrátilová | Květa Peschke Martin Damm         | 6−2, 6−3            |
| Guanyador | 4.   | 8 de juny de 2008      | Roland Garros, França | Terra batuda | Viktória Azàrenka   | Katarina Srebotnik Nenad Zimonjić | 6−2, 7−6(4)         |
| Guanyador | 5.   | 6 de juliol de 2008    | Wimbledon             | Gespa        | Samantha Stosur     | Katarina Srebotnik Mike Bryan     | 7−5, 6−4            |
| Guanyador | 6.   | 7 de juny de 2009      | Roland Garros (2)     | Terra batuda | Liezel Huber        | Vania King Marcelo Melo           | 5−7, 7−6(5), [10−7] |
| Guanyador | 7.   | 13 de setembre de 2010 | US Open (4)           | Dura         | Liezel Huber        | Květa Peschke A-u-H. Qureshi      | 6−4, 6−4            |

### Equips: 2 (1−1)
| Resultat  | Núm. | Data                                   | Torneig                            | Superfície       | Equip                               | Oponents                                                     | Marcador |
| --------- | ---- | -------------------------------------- | ---------------------------------- | ---------------- | ----------------------------------- | ------------------------------------------------------------ | -------- |
| Finalista | 1.   | 3−5 de desembre de 2004                | Copa Davis, Sevilla, Espanya       | Terra batuda (i) | Mike Bryan Mardy Fish Andy Roddick  | Juan Carlos Ferrero Carlos Moyà Rafael Nadal Tommy Robredo   | 2−3      |
| Guanyador | 1.   | 30 de novembre − 2 de desembre de 2007 | Copa Davis, Portland, Estats Units | Dura (i)         | James Blake Mike Bryan Andy Roddick | Igor Andreev Nikolai Davidenko Dmitry Tursunov Mikhaïl Iujni | 4−1      |

## Trajectòria

### Dobles masculins
| Torneig | 1995 | 1996 | 1997        | 1998        | 1999        | 2000  | 2001        | 2002        | 2003        | 2004  | 2005        | 2006        | 2007        | 2008  | 2009        | 2010        | 2011        | 2012  | 2013        | 2014        | 2015        | 2016  | 2017        | 2018        | 2019        | 2020        | Títols     | V − D      |
| --- | ---- | ---- | ----------- | ----------- | ----------- | ----- | ----------- | ----------- | ----------- | ----- | ----------- | ----------- | ----------- | ----- | ----------- | ----------- | ----------- | ----- | ----------- | ----------- | ----------- | ----- | ----------- | ----------- | ----------- | ----------- | ---------- | ---------- |
| Open d'Austràlia | A    | A    | A           | A           | A           | 1R    | 1R          | QF          | 3R          | F     | F           | G           | G           | QF    | G           | G           | G           | F     | G           | 3R          | 3R          | 3R    | F           | SF          | QF          | 3R          | 6 / 21     | 77 – 15    |
| Roland Garros | A    | A    | A           | A           | 2R          | 2R    | 2R          | QF          | G           | SF    | F           | F           | QF          | QF    | SF          | 2R          | SF          | F     | G           | QF          | F           | F     | 2R          | A           | 3R          | A           | 2 / 20     | 68 – 18    |
| Wimbledon | A    | A    | A           | A           | 3R          | 1R    | SF          | SF          | QF          | 3R    | F           | G           | F           | SF    | F           | QF          | G           | SF    | G           | F           | QF          | QF    | 2R          | A           | 3R          | NC          | 3 / 20     | 72 – 17    |
| US Open | 1R   | 1R   | 1R          | 1R          | 1R          | QF    | 2R          | SF          | F           | 3R    | G           | 3R          | QF          | G     | SF          | G           | 1R          | G     | SF          | G           | 1R          | QF    | SF          | A           | 3R          | A           | 5 / 24     | 67 – 19    |
| Jocs Olímpics | NC   | A    | No celebrat | No celebrat | No celebrat | A     | No celebrat | No celebrat | No celebrat | QF    | No celebrat | No celebrat | No celebrat | 3r    | No celebrat | No celebrat | No celebrat | G     | No celebrat | No celebrat | No celebrat | A     | No celebrat | No celebrat | No celebrat | No celebrat | 1 / 3      | 11 – 2     |
| ATP World Tour Finals | A    | A    | A           | A           | A           | A     | RR          | A           | G           | G     | SF          | RR          | A           | F     | G           | SF          | SF          | RR    | F           | G           | SF          | SF    | RR          | A           | A           | A           | 4 / 15     | 36 – 23    |
| Total Victòries−Derrotes                                                                                                   | 0−1  | 1−4  | 1−7         | 4−6         | 15−15       | 18−17 | 47−24       | 54−19       | 53−21       | 64−17 | 58−18       | 66−14       | 77−9        | 64−18 | 68−18       | 67−13       | 60−16       | 60−13 | 70−13       | 64−12       | 44−16       | 48−22 | 38−20       | 26−7        | 35−18       | 6−1         | 1108 – 359 | 1108 – 359 |
| Rànquing a final d'any | –    | –    | 429         | 57          | 20          | 21    | 7           | 3           | 1           | 2     | 1           | 1           | 1           | 2     | 1           | 1           | 1           | 1     | 1           | 1           | 2           | 3     | 5           | 7           | 9           | 32          |            |            |
| Llegenda: G: Guanyador; F: Finalista; SF: Semifinalista; QF: Quarts de final; Q: Qualificació; A: Absent; RR: Round Robin; |      |      |             |             |             |       |             |             |             |       |             |             |             |       |             |             |             |       |             |             |             |       |             |             |             |             |            |            |

### Dobles mixts
| Torneig | 1999 | 2000 | 2001 | 2002 | 2003 | 2004 | 2005 | 2006 | 2007 | 2008 | 2009 | 2010 | 2011 | 2012 | 2013 | 2014 | 2015 | 2016 | Títols | V − D   |
| --- | ---- | ---- | ---- | ---- | ---- | ---- | ---- | ---- | ---- | ---- | ---- | ---- | ---- | ---- | ---- | ---- | ---- | ---- | ------ | ------- |
| Open d'Austràlia | A    | A    | A    | QF   | 1R   | 1R   | QF   | QF   | QF   | A    | A    | 2R   | 2R   | A    | QF   | A    | A    | QF   | 0 / 10 | 14 – 10 |
| Roland Garros | 2R   | QF   | A    | SF   | QF   | QF   | A    | SF   | QF   | G    | G    | A    | A    | 1R   | A    | A    | 1R   | QF   | 2 / 12 | 27 – 10 |
| Wimbledon | QF   | 1R   | QF   | QF   | 2R   | SF   | 2R   | F    | 3R   | G    | QF   | 2R   | QF   | SF   | A    | 3R   | 2R   | A    | 1 / 16 | 37 – 15 |
| US Open | A    | A    | 1R   | F    | G    | G    | QF   | G    | 2R   | A    | A    | G    | 2R   | 2R   | A    | A    | A    | A    | 4 / 10 | 29 – 6  |
| Llegenda: G: Guanyador; F: Finalista; SF: Semifinalista; QF: Quarts de final; Q: Qualificació; A: Absent; RR: Round Robin; |      |      |      |      |      |      |      |      |      |      |      |      |      |      |      |      |      |      |        |         |

## Guardons
- ITF Men's doubles World Champion (11): 2003, 2004, 2005, 2006, 2007, 2009, 2010, 2011, 2012, 2013, 2014
- ATP Doubles Team of the Year (10): 2003, 2005, 2006, 2007, 2009, 2010, 2011, 2012, 2013, 2014
- Arthur Ashe Humanitarian of the Year: 2005